# Priscilla Mamba
Priscilla Mamba (sinh ngày 4 tháng 1 năm 1972) là một vận động viên Swaziland. Cô thi đấu cho Swaziland tại Thế vận hội Mùa hè 2000 trong sự kiện 5000 mét nữ. Cô đã hoàn thành thứ 16 trong số 17 đối thủ trong sức nóng của mình và không tiến vào trận chung kết. Cô cũng đã tham dự Giải vô địch thế giới năm 1991, 1999 và 2003.